# Мікі Рокер
Мі́кі Ро́кер (англ. Mickey Roker), справжнє ім'я Гре́нвілл Ві́льям Ро́кер (англ. Granville William Roker; 9 березня 1932, Маямі, Флорида — 22 травня 2017, Філадельфія, Пенсільванія) — американський джазовий ударник.

## Біографія
Народився 9 березня 1932 року в Маямі, штат Флорида у бідній родині Гренвілла, стар. і Віллі Мей Рокер. Його мати померла, коли хлопчику було лише десять років, і його бабуся забрала жити до Філадельфії разом із дядьком Волтером, який подарував йому першу барабанну установку і привів любов до джазу своєму племіннику.
Почав грати на барабанах, коли служив в армії (1953—1955). Деякий час навчався у 1956 році в Music City у Філадельфії. Грав у Філадельфії з Джиммі Дівайном, Кінгом Джеймсом, Семом Рідом, Джиммі Олівером, Джиммі Гітом (1956—59); також виступав з Лі Морганом, Реджі Воркменом, Кенні Барроном, Маккоєм Тайнером.
У 1959 році переїхав до Нью-Йорка. Грав з Джиджі Грайсом (1959—61), Реєм Браянтом (1961—63), Джо Вільямсом-Джуніором Менсом (1963—65), Ненсі Вілсон (1965—67), біг-бендом Дюка Пірсона (1967—69). Також у 1960-х роках працював з Мері Лу Вільямс, Мілтом Джексоном, Кліффордом Джорданом, Сонні Роллінсом, Артом Фармером, Стенлі Террентайном та ін.
Грав з Лі Морганом (1969—71), Діззі Гіллеспі (1971—79), Еллою Фітцджеральд (1980). У 1980-х активно працював з Оскаром Пітерсоном, Зутом Сімсом, Мілтом Джексоном, Реєм Брауном. Замінив Конні Кея в гурті Modern Jazz Quartet в 1992 році і на початку 1993 року. У середині 1990-х працював штатним ударником у клубі Ortlieb's у Філадельфії.
Помер 22 травня 2017 року у Філадельфії, Пенсільванія у віці 84 років.